# Pasieka (Lubojna)
Pasieka – część wsia Lubojna w Polsce położona w województwie śląskim, w powiecie częstochowskim, w gminie Mykanów.
W latach 1975–1998 Pasieka administracyjnie należała do województwa częstochowskiego.